# Landkreis Kamenz
Der Landkreis Kamenz (obersorbisch Wokrjes Kamjenc, vom 1. Januar bis zum 31. März 1996 Landkreis Westlausitz-Dresdner Land) war ein bis zur Kreisgebietsreform 2008 existierender Landkreis in Ostsachsen. Nachbarkreise waren im Norden die brandenburgischen Landkreise Oberspreewald-Lausitz und Spree-Neiße, im Osten der Niederschlesische Oberlausitzkreis, im Südosten der Landkreis Bautzen, im Süden der Landkreis Sächsische Schweiz, im Südwesten die kreisfreie Stadt Dresden und im Westen die Landkreise Meißen und Riesa-Großenhain. Der Kreis war Mitglied der Euroregion Neiße. Die größte Stadt des Landkreises war Radeberg, der Kreissitz lag in Kamenz.
Im nordöstlichen Kreisgebiet befand sich als Enklave die kreisfreie Stadt Hoyerswerda. Wie die ganze Region hatte auch der Landkreis Kamenz mit rücklaufigen Bevölkerungszahlen durch Abwanderung und geringe Geburtenzahlen zu kämpfen.

## Geschichte
Der Landkreis wurde am 1. Januar 1996 aus dem Landkreis Kamenz gebildet, der um Teile der ehemaligen Landkreise Dresden und Hoyerswerda (ohne die ab 1. Januar 1996 kreisfreie Stadt Hoyerswerda) ergänzt wurde. Teile des ehemaligen Landkreises Bischofswerda wurden bereits zum 1. August 1994 eingegliedert. Bis zum 31. März 1996 hieß der neue Kreis „Landkreis Westlausitz-Dresdner Land“. Ursprünglich war Westlausitzkreis vom Innenministerium als Name vorgesehen.

### Neubildung
| AGS      | Gemeinde                          | Einwohner  | Fläche (ha) | AGS (alt) | Landkreis (alt) |
| AGS      | Gemeinde                          | 31.12.1996 | 31.12.1996  | AGS (alt) | Landkreis (alt) |
| -------- | --------------------------------- | ---------- | ----------- | --------- | --------------- |
| 14292005 | Arnsdorf b. Dresden               | 3.933      | 1.837,91    | 14294020  | Dresden         |
| 14292010 | Bernbruch                         | 367        | 523,97      | 14292010  | Kamenz          |
| 14292020 | Bernsdorf, Njedźichow, Stadt      | 5.638      | 2.598,51    | 14295010  | Hoyerswerda     |
| 14292030 | Bischheim-Häslich                 | 1.844      | 1.389,32    | 14292030  | Kamenz          |
| 14292050 | Bretnig-Hauswalde                 | 3.262      | 1.440,70    | 14292050  | Bischofswerda   |
| 14292090 | Crostwitz, Chrósćicy              | 1.161      | 1.331,75    | 14292090  | Kamenz          |
| 14292100 | Deutschbaselitz, Němske Pazlicy   | 502        | 689,74      | 14292100  | Kamenz          |
| 14292105 | Dörgenhausen, Němcy               | 633        | 546,00      | 14295040  | Hoyerswerda     |
| 14292110 | Elsterheide, Halštrowska Hola     | 3.627      | 13.288,51   | 14295045  | Hoyerswerda     |
| 14292120 | Elstra, Stadt                     | 3.275      | 3.289,64    | 14292120  | Kamenz          |
| 14292130 | Fischbach                         | 925        | 1.111,17    | 14294040  | Dresden         |
| 14292140 | Gersdorf-Möhrsdorf                | 1.805      | 1.063,45    | 14292140  | Kamenz          |
| 14292150 | Großerkmannsdorf                  | 1.333      | 741,69      | 14294070  | Dresden         |
| 14292160 | Großgrabe                         | 320        | 816,24      | 14292160  | Kamenz          |
| 14292170 | Großnaundorf                      | 1.115      | 1.497,54    | 14292170  | Kamenz          |
| 14292180 | Großröhrsdorf, Stadt              | 6.691      | 1.911,53    | 14292180  | Bischofswerda   |
| 14292195 | Hermsdorf                         | 1.436      | 468,25      | 14294080  | Dresden         |
| 14292200 | Höckendorf                        | 597        | 1.045,86    | 14292200  | Kamenz          |
| 14292210 | Kamenz, Kamjenc, Stadt            | 16.849     | 2.015,88    | 14292210  | Kamenz          |
| 14292230 | Kleinröhrsdorf                    | 854        | 733,55      | 14292230  | Bischofswerda   |
| 14292240 | Knappensee, Hórnikečanski Jězor   | 1.952      | 2.133,34    | 14295095  | Hoyerswerda     |
| 14292250 | Koitzsch                          | 323        | 465,94      | 14292250  | Kamenz          |
| 14292260 | Königsbrück, Stadt                | 5.111      | 7.628,69    | 14292260  | Kamenz          |
| 14292265 | Langebrück                        | 3.899      | 1.212,42    | 14294090  | Dresden         |
| 14292270 | Laubusch                          | 2.900      | 1.073,56    | 14295100  | Hoyerswerda     |
| 14292280 | Laußnitz                          | 1.368      | 5.327,94    | 14292280  | Kamenz          |
| 14292290 | Lauta, Stadt                      | 6.997      | 1.667,69    | 14295110  | Hoyerswerda     |
| 14292300 | Leippe-Torno                      | 1.401      | 1.363,73    | 14295120  | Hoyerswerda     |
| 14292310 | Lichtenberg                       | 1.817      | 1.475,01    | 14292310  | Bischofswerda   |
| 14292320 | Lohsa, Łaz                        | 4.736      | 12.486,27   | 14295130  | Hoyerswerda     |
| 14292325 | Lomnitz                           | 992        | 951,74      | 14294110  | Dresden         |
| 14292330 | Lückersdorf-Gelenau               | 899        | 1.098,24    | 14292330  | Kamenz          |
| 14292340 | Medingen                          | 1.694      | 525,59      | 14294120  | Dresden         |
| 14292350 | Nebelschütz, Njebjelčicy          | 1.239      | 2.292,21    | 14292350  | Kamenz          |
| 14292360 | Neukirch                          | 1.750      | 3.637,92    | 14292360  | Kamenz          |
| 14292390 | Oberlichtenau                     | 1.576      | 1.002,71    | 14292390  | Kamenz          |
| 14292400 | Ohorn                             | 2.433      | 1.182,13    | 14292400  | Bischofswerda   |
| 14292410 | Oßling                            | 2.462      | 4.356,45    | 14292410  | Kamenz          |
| 14292415 | Ottendorf-Okrilla                 | 6.136      | 1.594,22    | 14294150  | Dresden         |
| 14292420 | Panschwitz-Kuckau, Pančicy-Kukow  | 2.443      | 2.337,08    | 14292420  | Kamenz          |
| 14292430 | Pulsnitz (Połčnica), Stadt        | 6.697      | 1.668,77    | 14292430  | Bischofswerda   |
| 14292440 | Räckelwitz, Worklecy              | 1.424      | 1.150,92    | 14292440  | Kamenz          |
| 14292445 | Radeberg, Stadt                   | 15.604     | 1.910,58    | 14294170  | Dresden         |
| 14292450 | Ralbitz-Rosenthal, Ralbicy-Róžant | 1.868      | 3.168,94    | 14292450  | Kamenz          |
| 14292460 | Reichenbach-Reichenau             | 1.221      | 1.294,14    | 14292460  | Kamenz          |
| 14292480 | Schönteichen                      | 2.336      | 4.495,11    | 14292480  | Kamenz          |
| 14292500 | Schwepnitz                        | 3.110      | 5.550,27    | 14292500  | Kamenz          |
| 14292535 | Spreetal, Sprjewiny Doł           | 2.325      | 10.917,67   |           | Hoyerswerda     |
| 14292540 | Steina                            | 1.911      | 1.248,70    | 14292540  | Kamenz          |
| 14292550 | Straßgräbchen                     | 1.013      | 956,00      | 14292550  | Kamenz          |
| 14292555 | Ullersdorf b. Radeberg            | 1.440      | 320,67      | 14294240  | Dresden         |
| 14292560 | Wachau                            | 3.345      | 2.854,88    | 14294250  | Dresden         |
| 14292565 | Wallroda                          | 489        | 630,71      | 14294260  | Dresden         |
| 14292585 | Weixdorf                          | 4.815      | 1.552,30    | 14294270  | Dresden         |
| 14292590 | Wiednitz                          | 1.323      | 1.593,59    | 14295250  | Hoyerswerda     |
| 14292600 | Wittichenau, Kulow, Stadt         | 5.756      | 6.223,13    | 14295260  | Hoyerswerda     |
| 14292620 | Zschornau-Schiedel                | 359        | 986,61      | 14292620  | Kamenz          |

### Gebietsveränderungen im Landkreis ab 1996
| Datum      | AGS | Gemeinde | Änderung | AGS | aufnehmende Gemeinde                                                                                                 |
| ---------- | --- | --- | --- | --- | --- |
| 01.01.1996 | 1. und 2. Kreisgebietsreformänderungsgesetz                                                                          | 1. und 2. Kreisgebietsreformänderungsgesetz                                                                          | 1. und 2. Kreisgebietsreformänderungsgesetz                                                                          | 1. und 2. Kreisgebietsreformänderungsgesetz                                                                          | 1. und 2. Kreisgebietsreformänderungsgesetz                                                                          |
| 01.01.1996 | 14294090 | Langebrück, Landkreis Dresden-Land                                                                                   | Eingliederung in | 14292265 | Langebrück |
| 01.01.1996 | 14294210 | Schönborn b. Radeberg, Landkreis Dresden-Land                                                                        | Eingliederung in | 14292265 | Langebrück |
| 01.01.1996 | 14295030 | Burghammer, Landkreis Hoyerswerda                                                                                    | Neubildung in | 14292535 | Spreetal |
| 01.01.1996 | 14295150 | Neustadt, Landkreis Hoyerswerda                                                                                      | Neubildung in | 14292535 | Spreetal |
| 01.01.1996 | 14295210 | Spreewitz, Landkreis Hoyerswerda                                                                                     | Neubildung in | 14292535 | Spreetal |
| 01.01.1996 | 14292580 | Weißig | Eingliederung in | 14292410 | Oßling |
| 01.01.1996 | 14292060 | Bulleritz | Eingliederung in | 14292500 | Schwepnitz |
| 01.01.1996 | 14292080 | Cosel-Zeisholz | Eingliederung in | 14292500 | Schwepnitz |
| 01.01.1996 | 14292190 | Grüngräbchen | Eingliederung in | 14292500 | Schwepnitz |
| 31.03.1996 | Namensänderung → Landkreis Kamenz                                                                                    | Namensänderung → Landkreis Kamenz                                                                                    | Namensänderung → Landkreis Kamenz                                                                                    | Namensänderung → Landkreis Kamenz                                                                                    | Namensänderung → Landkreis Kamenz                                                                                    |
| 01.01.1997 | 14292160 | Großgrabe | Eingliederung in | 14292020 | Bernsdorf, Stadt |
| 01.03.1997 | 14292120 | Elstra, Stadt | Teilumgliederung nach                                                                                                | 14292400 | Ohorn |
| 01.01.1998 | 14292230 | Kleinröhrsdorf | Eingliederung in | 14292180 | Großröhrsdorf, Stadt                                                                                                 |
| 01.01.1998 | 14292200 | Höckendorf | Eingliederung in | 14292280 | Laußnitz |
| 01.01.1998 | 14292320 | Lohsa (OT Bärwalde)                                                                                                  | Teilausgliederung nach                                                                                               | 14284020 | Boxberg, Niederschlesischer Oberlausitzkreis                                                                         |
| 01.01.1998 | 14292325 | Lomnitz | Eingliederung in | 14292560 | Wachau |
| 01.01.1998 | 14292320 | Wittichenau, Stadt                                                                                                   | Teilumgliederung nach                                                                                                | 14264000 | Hoyerswerda, krfr. Stadt                                                                                             |
| 01.07.1998 | 14292105 | Dörgenhausen | Eingliederung in | 14264000 | Hoyerswerda, krfr. Stadt                                                                                             |
| 01.01.1999 | 14292110 | Elsterheide | Teilumgliederung nach                                                                                                | 14264000 | Hoyerswerda, krfr. Stadt                                                                                             |
| 01.01.1999 | 14292535 | Spreetal | Teilumgliederung nach                                                                                                | 14264000 | Hoyerswerda, krfr. Stadt                                                                                             |
| 01.01.1999 | 14292320 | Lohsa | Teilumgliederung nach                                                                                                | 14264000 | Hoyerswerda, krfr. Stadt                                                                                             |
| 01.01.1999 | 14292600 | Wittichenau, Stadt                                                                                                   | Teilumgliederung nach                                                                                                | 14264000 | Hoyerswerda, krfr. Stadt                                                                                             |
| 01.01.1999 | 14264000 | Hoyerswerda, krfr. Stadt                                                                                             | Teilumgliederung nach                                                                                                | 14292110 | Elsterheide |
| 01.01.1999 | 14264000 | Hoyerswerda, krfr. Stadt                                                                                             | Teilumgliederung nach                                                                                                | 14292600 | Wittichenau, Stadt                                                                                                   |
| 01.01.1999 | 14292270 | Laubusch | Teilumgliederung nach                                                                                                | 14292110 | Elsterheide |
| 01.01.1999 | 14292290 | Lauta, Stadt | Teilumgliederung nach                                                                                                | 14292110 | Elsterheide |
| 01.01.1999 | 14292110 | Elsterheide | Teilumgliederung nach                                                                                                | 14292270 | Laubusch |
| 01.01.1999 | 14292110 | Elsterheide | Teilumgliederung nach                                                                                                | 14292290 | Lauta, Stadt |
| 01.01.1999 | 14292360 | Neukirch | Teilumgliederung nach                                                                                                | 14292260 | Königsbrück, Stadt                                                                                                   |
| 01.01.1999 | 14292130 | Fischbach | Eingliederung in | 14292005 | Arnsdorf b. Dresden                                                                                                  |
| 01.01.1999 | 14292565 | Wallroda | Eingliederung in | 14292005 | Arnsdorf b. Dresden                                                                                                  |
| 01.01.1999 | 14292265 | Langebrück | Eingliederung in | 14262000 | Dresden, krfr. Stadt                                                                                                 |
| 01.01.1999 | 14292585 | Weixdorf | Eingliederung in | 14262000 | Dresden, krfr. Stadt                                                                                                 |
| 01.01.1999 | 14292010 | Bernbruch | Eingliederung in | 14292210 | Kamenz, Stadt |
| 01.01.1999 | 14292100 | Deutschbaselitz | Eingliederung in | 14292210 | Kamenz, Stadt |
| 01.01.1999 | 14292330 | Lückersdorf-Gelenau                                                                                                  | Eingliederung in | 14292210 | Kamenz, Stadt |
| 01.01.1999 | 14292620 | Zschornau-Schiedel                                                                                                   | Eingliederung in | 14292210 | Kamenz, Stadt |
| 01.01.1999 | 14292250 | Koitzsch | Eingliederung in | 14292360 | Neukirch |
| 01.01.1999 | 14292195 | Hermsdorf | Zusammenschluss zu                                                                                                   | 14292415 | Ottendorf-Okrilla |
| 01.01.1999 | 14292340 | Medingen | Zusammenschluss zu                                                                                                   | 14292415 | Ottendorf-Okrilla |
| 01.01.1999 | 14292415 | Ottendorf-Okrilla | Zusammenschluss zu                                                                                                   | 14292415 | Ottendorf-Okrilla |
| 01.01.1999 | 14292150 | Großerkmannsdorf | Eingliederung in | 14292445 | Radeberg, Stadt |
| 01.01.1999 | 14292555 | Ullersdorf b. Radeberg                                                                                               | Eingliederung in | 14292445 | Radeberg, Stadt |
| 20.01.1999 | Staatsvertrag zwischen dem Land Brandenburg und dem Freistaat Sachsen über die Änderung der gemeinsamen Landesgrenze | Staatsvertrag zwischen dem Land Brandenburg und dem Freistaat Sachsen über die Änderung der gemeinsamen Landesgrenze | Staatsvertrag zwischen dem Land Brandenburg und dem Freistaat Sachsen über die Änderung der gemeinsamen Landesgrenze | Staatsvertrag zwischen dem Land Brandenburg und dem Freistaat Sachsen über die Änderung der gemeinsamen Landesgrenze | Staatsvertrag zwischen dem Land Brandenburg und dem Freistaat Sachsen über die Änderung der gemeinsamen Landesgrenze |
| 20.01.1999 | 14292535 | Spreetal | Teilausgliederung nach                                                                                               | 12071372 | Spremberg, Stadt, Landkreis Spree-Neiße                                                                              |
| 20.01.1999 | 12071372 | Spremberg, Stadt, Landkreis Spree-Neiße                                                                              | Teileingliederung nach                                                                                               | 14292535 | Spreetal |
| 01.01.2001 | 14292030 | Bischheim-Häslich | Neubildung von | 14292192 | Haselbachtal |
| 01.01.2001 | 14292140 | Gersdorf-Möhrsdorf                                                                                                   | Neubildung von | 14292192 | Haselbachtal |
| 01.01.2001 | 14292460 | Reichenbach-Reichenau                                                                                                | Neubildung von | 14292192 | Haselbachtal |
| 01.01.2001 | 14292270 | Laubusch | Zusammenschluss zu                                                                                                   | 14292290 | Lauta, Stadt |
| 01.01.2001 | 14292290 | Lauta, Stadt | Zusammenschluss zu                                                                                                   | 14292290 | Lauta, Stadt |
| 28.12.2001 | 14292110 | Elsterheide | Teilumgliederung nach                                                                                                | 14292290 | Lauta, Stadt |
| 28.12.2001 | 14292290 | Lauta, Stadt | Teilumgliederung nach                                                                                                | 14292110 | Elsterheide |
| 01.01.2002 | 14264000 | Hoyerswerda, krf.Stadt                                                                                               | Teilumgliederung nach                                                                                                | 14292300 | Leippe-Torno |
| 01.01.2002 | 14292300 | Leippe-Torno | Teilumgliederung nach                                                                                                | 14264000 | Hoyerswerda, krfr. Stadt                                                                                             |
| 01.01.2002 | 14292005 | Arnsdorf b. Dresden                                                                                                  | Namensänderung | 14292005 | Arnsdorf |
| 20.08.2004 | 14292110 | Elsterheide | Teilumgliederung nach                                                                                                | 14292320 | Lohsa |
| 20.08.2004 | 14292600 | Wittichenau, Stadt                                                                                                   | Teilumgliederung nach                                                                                                | 14292320 | Lohsa |
| 01.01.2005 | 14292240 | Knappensee | Auflösung Teilumgliederung nach                                                                                      | 14292320 | Lohsa |
| 01.01.2005 | 14292240 | Knappensee | Auflösung Teilumgliederung nach                                                                                      | 14272200 | Königswartha, Landkreis Bautzen                                                                                      |
| 01.01.2007 | 14292550 | Straßgräbchen | Eingliederung in | 14292020 | Bernsdorf, Stadt |
| 01.01.2007 | 14292300 | Leippe-Torno | Eingliederung in | 14292290 | Lauta, Stadt |
| 01.01.2008 | 14292280 | Laußnitz | Teilumgliederung nach                                                                                                | 14292415 | Ottendorf-Okrilla |
| 01.01.2008 | Kreisneugliederung                                                                                                   | Kreisneugliederung                                                                                                   | Kreisneugliederung                                                                                                   | Kreisneugliederung                                                                                                   | Kreisneugliederung                                                                                                   |

Aufsehen erregte im Frühling 2004 der Austritt des Landratsamtes aus dem kommunalen Arbeitgeberverband.

### Auflösung 2008
Am 1. August 2008 wurde der Landkreis Kamenz mit der kreisfreien Stadt Hoyerswerda und dem Landkreis Bautzen zum neuen Landkreis Bautzen vereinigt.
| AGS      | Gemeinde                          | Einwohner  | Fläche (ha) | AGS (neu) | Landkreis (neu) |
| AGS      | Gemeinde                          | 31.06.2008 | 31.12.2007  | AGS (neu) | Landkreis (neu) |
| -------- | --------------------------------- | ---------- | ----------- | --------- | --------------- |
| 14292005 | Arnsdorf                          | 4.809      | 3.579,94    | 14625010  | Bautzen         |
| 14292020 | Bernsdorf, Njedźichow, Stadt      | 6.250      | 4.371,13    | 14625030  | Bautzen         |
| 14292050 | Bretnig-Hauswalde                 | 3.139      | 1.440,61    | 14625050  | Bautzen         |
| 14292090 | Crostwitz, Chrósćicy              | 1.122      | 1.331,80    | 14625080  | Bautzen         |
| 14292110 | Elsterheide, Halštrowska hola     | 3.847      | 12.680,52   | 14625110  | Bautzen         |
| 14292120 | Elstra, Stadt                     | 2.986      | 3.264,47    | 14625130  | Bautzen         |
| 14292170 | Großnaundorf                      | 1.057      | 1.497,53    | 14625180  | Bautzen         |
| 14292180 | Großröhrsdorf, Stadt              | 7.032      | 2.645,18    | 14625200  | Bautzen         |
| 14292192 | Haselbachtal                      | 4.459      | 3.746,92    | 14625220  | Bautzen         |
| 14292210 | Kamenz, Kamjenc, Stadt            | 17.645     | 5.314,87    | 14625250  | Bautzen         |
| 14292260 | Königsbrück, Stadt                | 4.571      | 7.783,01    | 14625270  | Bautzen         |
| 14292280 | Laußnitz                          | 2.035      | 6.374,12    | 14625300  | Bautzen         |
| 14292290 | Lauta, Stadt                      | 9.583      | 4.186,83    | 14625310  | Bautzen         |
| 14292310 | Lichtenberg                       | 1.703      | 1.474,96    | 14625320  | Bautzen         |
| 14292320 | Lohsa, Łaz                        | 5.945      | 13.418,47   | 14625330  | Bautzen         |
| 14292350 | Nebelschütz, Njebjelčicy          | 1.227      | 2.292,21    | 14625350  | Bautzen         |
| 14292360 | Neukirch                          | 1.725      | 3.947,70    | 14625370  | Bautzen         |
| 14292390 | Oberlichtenau                     | 1.426      | 1.002,71    | 14625400  | Bautzen         |
| 14292400 | Ohorn                             | 2.478      | 1.207,21    | 14625410  | Bautzen         |
| 14292410 | Oßling                            | 2.512      | 4.357,55    | 14625420  | Bautzen         |
| 14292415 | Ottendorf-Okrilla                 | 10.022     | 2.588,35    | 14625430  | Bautzen         |
| 14292420 | Panschwitz-Kuckau, Pančicy-Kukow  | 2.182      | 2.337,00    | 14625440  | Bautzen         |
| 14292430 | Pulsnitz (Połčnica), Stadt        | 6.434      | 1.668,77    | 14625450  | Bautzen         |
| 14292440 | Räckelwitz, Worklecy              | 1.195      | 1.150,93    | 14625470  | Bautzen         |
| 14292445 | Radeberg, Stadt                   | 18.439     | 2.974,25    | 14625480  | Bautzen         |
| 14292450 | Ralbitz-Rosenthal, Ralbicy-Róžant | 1.787      | 3.168,98    | 14625500  | Bautzen         |
| 14292480 | Schönteichen                      | 2.303      | 4.495,77    | 14625540  | Bautzen         |
| 14292550 | Schwepnitz                        | 2.653      | 5.550,20    | 14625540  | Bautzen         |
| 14292535 | Spreetal, Sprjewiny Doł           | 2.159      | 10.878,19   | 14625570  | Bautzen         |
| 14292540 | Steina                            | 1.788      | 1.248,61    | 14625580  | Bautzen         |
| 14292560 | Wachau                            | 4.485      | 3.806,27    | 14625600  | Bautzen         |
| 14292590 | Wiednitz                          | 999        | 1.593,64    | 14625620  | Bautzen         |
| 14292600 | Wittichenau, Stadt, Kulow         | 6.103      | 6.067,72    | 14625640  | Bautzen         |

## Politik
Landrätin des Kreises Kamenz war zuletzt Petra Kockert (CDU).

### Kreistag
Die 62 Sitze im Kreistag verteilten sich zuletzt folgendermaßen auf die einzelnen Parteien:
| Partei                        | Sitze |
| ----------------------------- | ----- |
| CDU                           | 30    |
| LINKE                         | 13    |
| SPD                           | 9     |
| FDP                           | 6     |
| GRÜNE                         | 2     |
| Freie Sorben                  | 1     |
| Wählervereinigung Westlausitz | 1     |

### Wappen

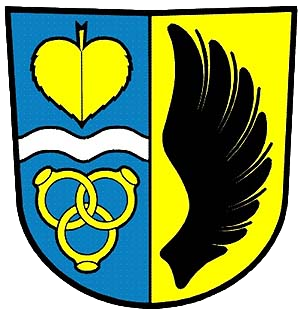
Wappen des Landkreises Kamenz

Das von Jürgen Zimmermann entworfene Siegerwappen eines Wettbewerbs des Landkreises wurde am 16. Februar 1998 vom Regierungspräsidium Dresden genehmigt.
Blasonierung: Gespalten; vorn in Blau ein silberner Wellenbalken, darüber ein goldenes Lindenblatt, darunter drei 2:1 stehende miteinander verschränkte goldene Ringe; hinten in Gold schwarzer Adlerflug.
Blau und Gold als Farben der Oberlausitz bilden den Grund, auf dem die weiteren Symbole aufsetzen. Das Lindenblatt als Symbol der Sorben zeigt an, dass Teile des Kreises im sorbischen Siedlungsgebiet liegen. Die Wellen sind ein Verweis auf die Flüsse des Landkreises (Große und Kleine Röder, Schwarze Elster und Spree); während die drei Ringe aus dem bis 1952 gültigen Wappen des alten Kreises Kamenz aufgegriffen wurden. Sie erinnern an die Botschaft von Lessings Ringparabel und auch daran, dass Gotthold Ephraim Lessing in Kamenz geboren wurde. Sie symbolisieren zudem die Verbindung der drei unterschiedlichen Regionen des Landkreises (Kamenz, Hoyerswerda, Dresdner Land). Der Adlerflug ist ein Wappensymbol der früheren Herren von Kamenz.

## Städte und Gemeinden
(Einwohnerzahlen vom 31. Dezember 2006)
| Städte 1. Radeberg (18.623) 2. Kamenz (18.009) 3. Lauta (9.760) 4. Großröhrsdorf (7.174) 5. Pulsnitz (6.531) 6. Bernsdorf (6.409) 7. Wittichenau (6.168) 8. Königsbrück (4.491) 9. Elstra (3.062) Verwaltungsgemeinschaften und Verwaltungsverbände - Verwaltungsverband Am Klosterwasser mit den Mitgliedsgemeinden Crostwitz, Nebelschütz, Panschwitz-Kuckau (VV-Sitz), Räckelwitz und Ralbitz-Rosenthal - Verwaltungsgemeinschaft Bernsdorf mit den Mitgliedsgemeinden Bernsdorf und Wiednitz - Verwaltungsgemeinschaft Großröhrsdorf mit den Mitgliedsgemeinden: Bretnig-Hauswalde und Großröhrsdorf - Verwaltungsgemeinschaft Kamenz-Schönteichen mit den Mitgliedsgemeinden: Kamenz und Schönteichen - Verwaltungsgemeinschaft Königsbrück mit den Mitgliedsgemeinden Königsbrück, Laußnitz und Neukirch - Verwaltungsgemeinschaft Pulsnitz mit den Mitgliedsgemeinden Großnaundorf, Lichtenberg, Oberlichtenau, Ohorn, Pulsnitz und Steina | Gemeinden 1. Arnsdorf (4.837) 2. Bretnig-Hauswalde (3.189) 3. Crostwitz (1.144) 4. Elsterheide [Sitz: Bergen] (3.920) 5. Großnaundorf (1.067) 6. Haselbachtal [Sitz: Bischheim] (4.582) 7. Laußnitz (2.046) 8. Lichtenberg (1.736) 9. Lohsa (6.042) 10. Nebelschütz (1.237) 11. Neukirch (1.768) 12. Oberlichtenau (1.472) 13. Ohorn (2.523) 14. Oßling (2.576) 15. Ottendorf-Okrilla (10.094) 16. Panschwitz-Kuckau (2.198) 17. Räckelwitz (1.230) 18. Ralbitz-Rosenthal [Sitz: Rosenthal] (1.810) 19. Schönteichen [Sitz: Biehla] (2.358) 20. Schwepnitz (2.738) 21. Spreetal [Sitz: Burgneudorf] (2.223) 22. Steina (1.801) 23. Wachau (4.511) 24. Wiednitz (1.040) |

## Kfz-Kennzeichen
Anfang 1991 erhielt der Landkreis das Unterscheidungszeichen KM. Es wurde bis zum 31. Juli 2008 ausgegeben. Im Zuge der Kennzeichenliberalisierung ist es seit dem 9. November 2012 im Landkreis Bautzen erhältlich.